# Harald Glööckler

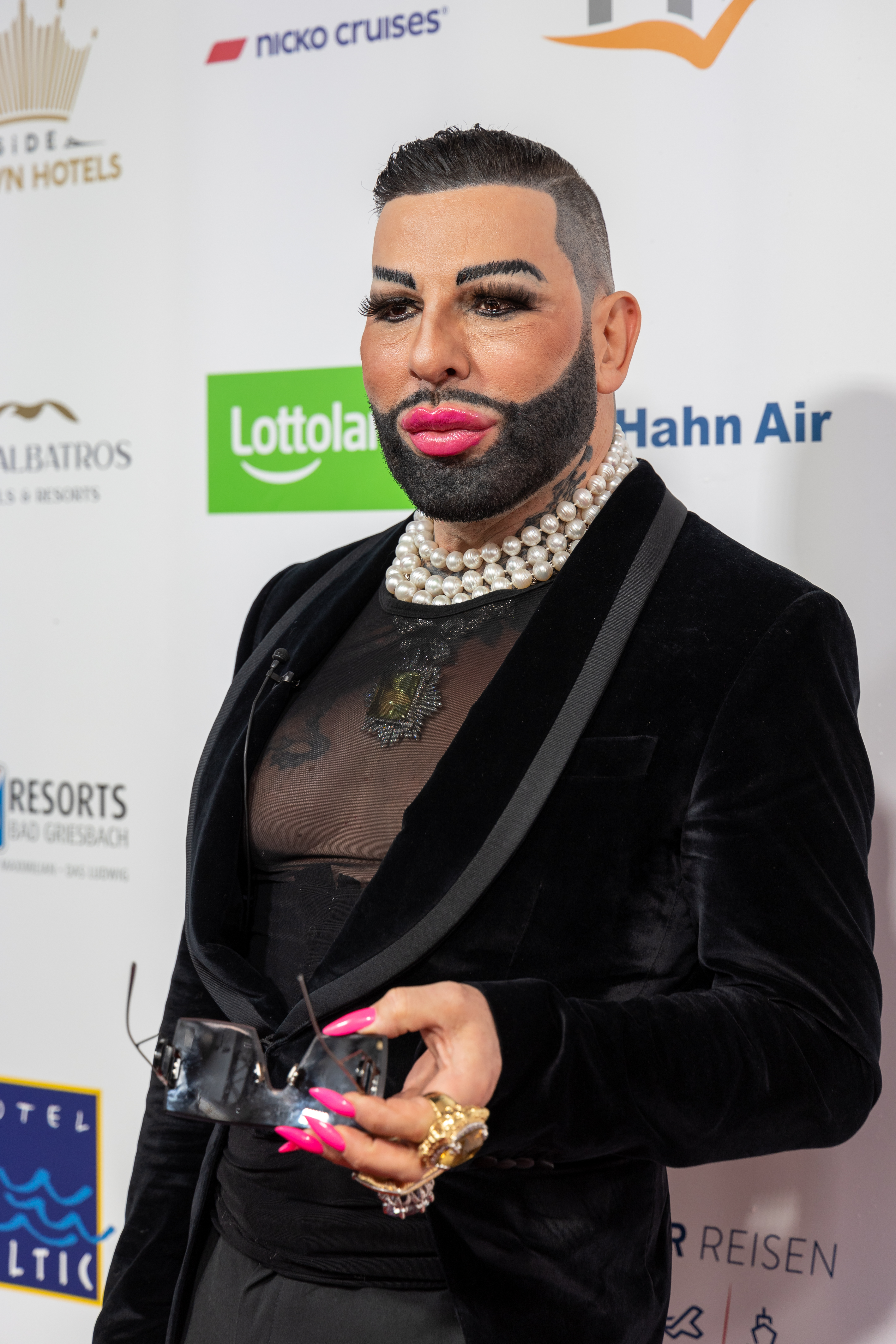
Harald Glööckler em 2023

Harald Glööckler, nome verdadeiro Harald Glöckler (Maulbronn-Zaisersweiher, 30 de maio de 1965), é um estilista e empresário alemão, que se tornou particularmente conhecido por suas criações cravejadas de strass e brilhantes. A marca registrada de Glööckler é um símbolo de uma coroa, que geralmente é complementado por uma inscrição "POMPÖÖS".

## Vida
Os pais de Glööckler tinham um restaurante simples e seu pai era açougueiro de formação. De acordo com várias fontes, ele tem um irmão dois anos mais novo, embora ele mesmo afirme ter crescido sem irmãos. Glööckler descreve sua infância como um período traumático, caracterizado principalmente por seu pai violento e alcoólatra. Além disso, ele afirma ter sido abusado sexualmente por um amigo da família, fato que nunca discutiu devido à instabilidade do lar paterno. Quando Glööckler tinha 13 anos, sua mãe morreu após cair de uma escada. Embora tenha sido classificado como um acidente, Glööckler acusou seu pai de ter empurrado sua mãe da escada.

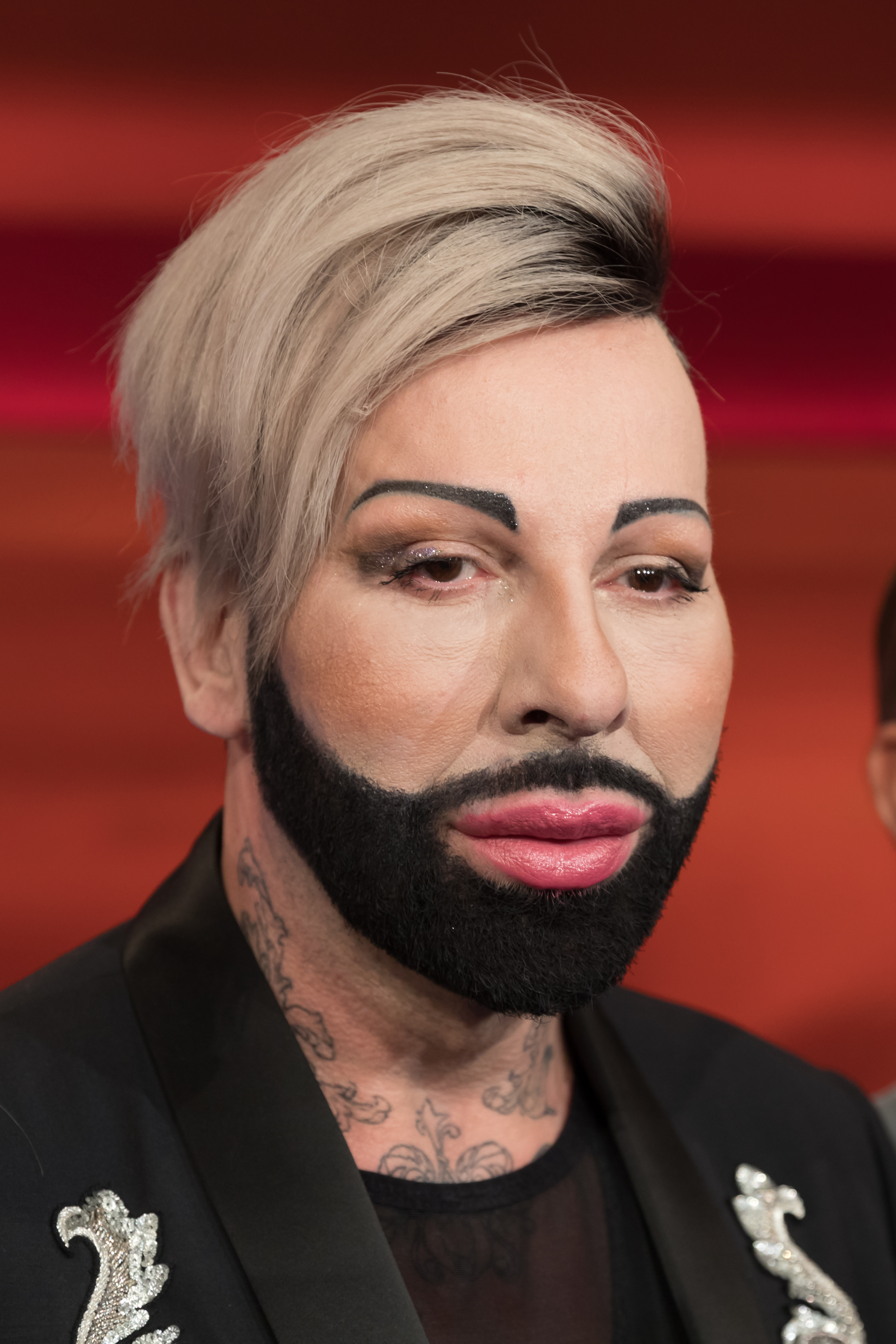
Harald Glööckler em 2019

Glööckler já se interessava por moda em sua juventude e costurava trajes de gala para amigos. O modelo de Glööckler desde a infância foi sua avó, que, segundo ele, era uma verdadeira diva. Ele concluiu um estágio como vendedor de varejo nas lojas de departamento de moda Sämann e inicialmente trabalhou como vendedor no departamento masculino de uma loja de moda em Mühlacker. Em 30 de novembro de 1987, ele abriu a loja de moda "Jeans Garden" em Stuttgart, juntamente com seu sócio e gerente na época, o designer de roupas masculinas Dieter Schroth, que inicialmente vendia principalmente jeans e camisas desenhadas por Glööckler. Mais tarde, eles mudaram o nome da loja de moda para "Pompöös". Em 1990, ambos fundaram uma marca de moda com o mesmo nome. Em 1994, organizaram seu primeiro desfile de moda no Palácio Novo de Stuttgart. Uma música intitulada "Pompöös Is My Life" foi produzida para o desfile de moda, para o qual também foi feito um videoclipe. Depois de se apresentar em seu próprio desfile de moda, Glööckler apareceu em 1995 junto com Schroth e outros membros fantasiados como o grupo musical Pompöös, inclusive nos programas de TV Nachtclub Hexenkessel, Arabella e RTL Nachtshow. No mesmo ano, Glööckler conquistou Gina Lollobrigida e Chaka Khan como clientes e tornou-se amigo delas. Lollobrigida abriu seu segundo desfile de moda, que aconteceu em 1995 no Alte Reithalle de Stuttgart, com a participação de Chaka Khan e Grace Bumbry. Em 1997, Glööckler foi convidado para ir a Hong Kong com seu desfile de moda para comemorar o décimo aniversário da feira comercial Interstoff Asia. Quando retornou de Hong Kong, surgiram divergências com um sócio oculto, que se retirou da empresa em uma disputa em 1998. Como resultado, a empresa em Stuttgart teve que ser fechada. Ele então abriu uma galeria de arte com suas próprias pinturas em Stuttgart em 1998. No mesmo ano, Glööckler foi convidado para a feira de moda CPD em Düsseldorf, para a qual organizou o desfile de abertura.
Em 2000, Glööckler mudou-se de Stuttgart para Berlim, onde em 2002 decorou o espetáculo de Natal Jingle Bells no Friedrichstadt-Palast com suas criações e desenhou cerca de 350 figurinos para os dançarinos. Em 2003, ele recebeu o prêmio do tabloide berlinense B.Z. O prêmio Berliner Bär e a revista da cidade de Berlim, Tip, o escolheram entre os “100 berlinenses mais embaraçosos”. Em 2004, Glööckler foi fotografado nu para a organização de direitos dos animais PETA com o lema "Animais usam pele, pessoas usam moda". Em 2009, ele criou o Harald Glööckler Angel Award, dotado de 5.000 euros, com o qual homenageia anualmente mulheres que se destacaram pela humanidade e pelo compromisso social. Em 2011, Glööckler projetou sua própria coleção de joias para a rede de supermercados Lidl. Em 2012, ele criou roupas e acessórios femininos em cooperação com a bonprix e também lançou sua própria coleção de papéis de parede. Em 2013, uma coleção foi lançada em cooperação com a marca de roupas masculinas "Masterhand", que foi apresentada pela primeira vez em 15 de junho de 2013 na feira de casamento Interbride. Sua primeira coleção de iluminação, "Glööckler by Eglo", criada em cooperação com Eglo Leuchten, foi apresentada pela primeira vez na Light+Building em 2014. No final de janeiro de 2015, Glööckler apresentou uma coleção de guardanapos que ele desenhou exclusivamente para a empresa Duni.

## Vida pessoal
Glööckler viveu com seu parceiro Dieter Schroth em Kirchheim an der Weinstraße a partir de julho de 2015. O casal vivia em uma parceria civil registrada desde 11 de fevereiro de 2015, mas estava fisicamente separado desde 2022. Em fevereiro de 2023, Harald Glööckler solicitou a dissolução da parceria civil e está morando em Berlim novamente desde 2023.
Harald Glööckler passou por várias cirurgias estéticas para mudar seu rosto de acordo com suas próprias ideias. O custo total é estimado em 600.000 euros.
Glööckler foi batizado como protestante e deixou a igreja, mas ainda se considera um cristão devoto que reza e lê a Bíblia regularmente. Entretanto, ele cultiva uma forma livre de espiritualidade. Em sua autobiografia Desaströös bis pompöös (2024), ele fala sobre a encarnação de almas humanas que se impuseram tarefas na Terra.
Glööckler se considera a inspiração para o personagem Brüno, de Sacha Baron Cohen.
Em julho de 2018, Glööckler sofreu um choque anafilático, ao qual sobreviveu graças ao tratamento de emergência imediato.

## Carreira na televisão

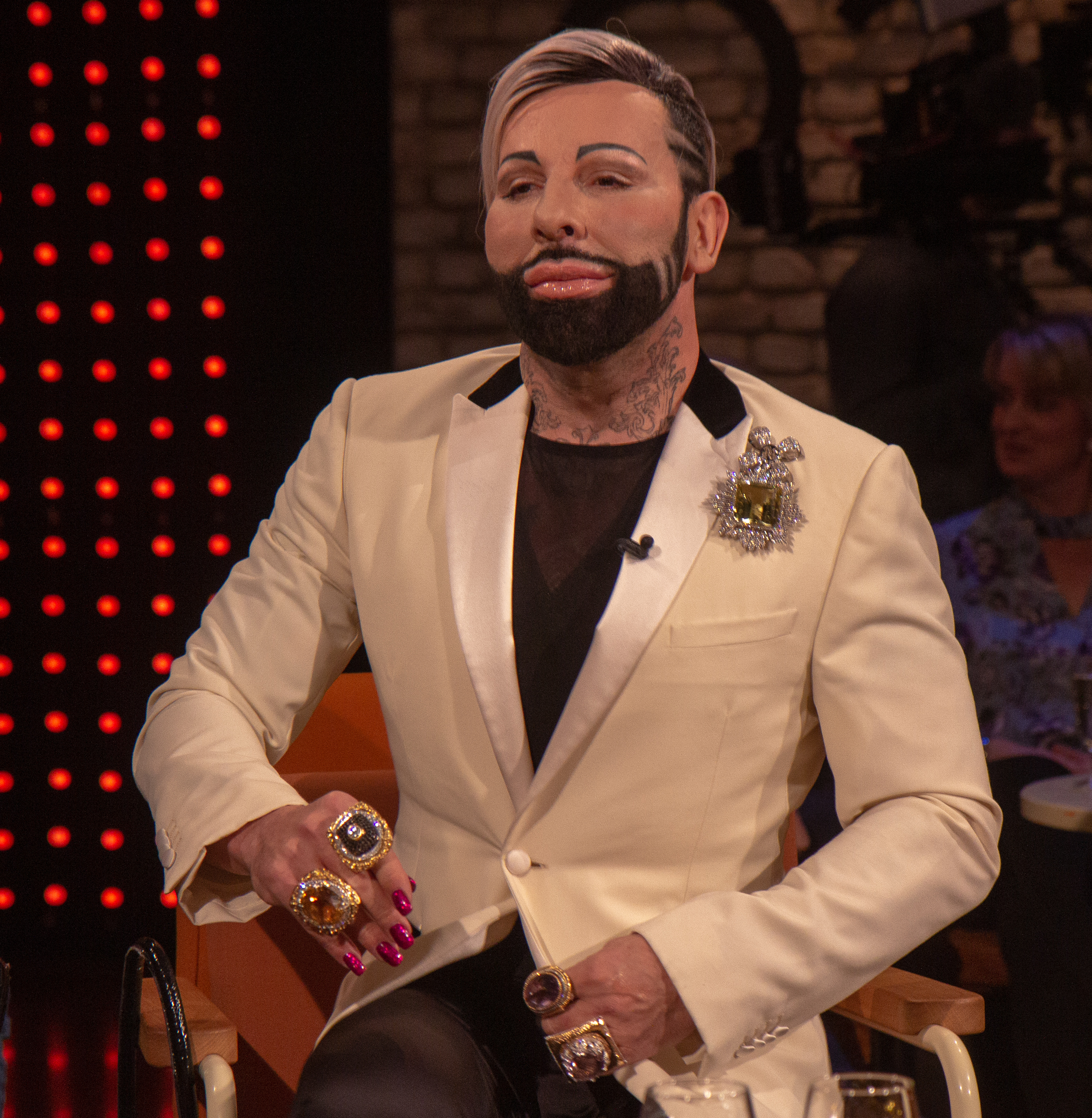
Harald Glööckler como convidado no talk show 3 nach 9 (2018)

Depois que Glööckler conheceu o diretor administrativo do canal de televendas HSE24 em Berlim, em 2004, ele começou a vender seus produtos na televisão na Alemanha - inicialmente apenas com moda, depois também com têxteis para o lar e móveis desenhados por ele. Em seguida, em 2008, fez aparições em televendas no Reino Unido para o QVC UK e, em 2009, no Japão para o Shop Channel. Em junho de 2010, ele teve seu último programa no HSE24. Glööckler está sob contrato com a QVC Alemanha desde janeiro de 2011. Ele é regularmente co-apresentador dos programas de vendas de seus produtos, fazendo uma apresentação altamente extrovertida.
Em 2010 e 2011, Harald Glööckler foi membro permanente do júri do programa de dança Let's Dance, da emissora privada RTL. Em suas aparições, Glööckler costumava chamar a atenção por usar muitas joias e anéis, além de strass no rosto e roupas chamativas de sua própria coleção feminina. No Reino Unido, o ITV Studios produziu o documentário Harald Glööckler: Prince of Fashion para o canal Living em 2010.
Em 1º de janeiro de 2012, a VOX transmitiu o documentário Herr Glööckler zieht um, no qual Harald Glööckler foi mostrado mudando sua empresa e residência de Berlim-Charlottenburg para Berlim-Mitte (Unter den Linden). De 3 de julho de 2012 a 21 de agosto de 2012, o documentário semanal sobre personalidades Glööckler, Glanz und Gloria foi transmitido pela VOX. Em março e abril de 2013, a VOX exibiu a segunda temporada, mas os índices de audiência foram significativamente mais baixos do que os da primeira temporada. Em novembro de 2013, Glööckler anunciou que não apareceria mais na televisão fora de seus programas de vendas da QVC, que terminaram em 2015. Em 2016, no entanto, ele foi membro do júri do programa de casting da RTL II, Curvy Supermodel – Echt. Schön. Kurvig. Ele também convidou o apresentador Pierre M. Krause para seu Château Pompöös em Kirchheim an der Weinstraße por dois dias com seu formato de entrevista Krause kommt (transmitido pela primeira vez na SWR em 23 de fevereiro de 2018). No início de 2022, Glööckler participou da 15ª temporada de Ich bin ein Star - Holt mich hier raus! na RTL, foi eliminado nas semifinais e terminou em quarto lugar.
Em julho de 2023, a primeira temporada da série Herr Glööckler sucht das Glück começou na RTL+ e RTL Zwei, seguida pela segunda temporada em novembro de 2024, que foi cancelada após apenas dois episódios devido à baixa audiência.
Ele é membro do júri do My Style Rocks desde outubro de 2024. O programa ganhou maior atenção com o show Du gewinnst hier nicht die Million na RTL, no qual Stefan Raab comentou satiricamente sobre Glööckler e suas aparições como membro do júri em várias edições e as usou em paródias. Em março de 2025, ele foi finalmente convidado para o programa de Raab.

## Arte
Nas pinturas de Harald Glööckler, ele usa técnicas da arte abstrata, em especial o expressionismo abstrato. Um dispositivo estilístico marcante é a combinação de molduras rococó clássicas e o uso de cores, como é conhecido no gestualismo. Além de pinturas, ele pintou vários materiais, móveis e esculturas.

## Música
- 1994: Album Pompöös – Pompöös Is My Life (Gravadora: Black Flame)[23]
- 1994: Single Pompöös – I Want Your Love (Gravadora: Black Flame)
- 2020: Single Wir sind VIP (Gravadora: Xtreme Sound Recordings)[24]

## Publicações
- com Ines Veith: Pompöös – Harald Glööckler, der Modeprinz, Merch Movie Edition, 2001.
- Harald Glööckler, Christiane Stella Bongertz: Harald Glööckler. 2ª. edição. Bastei Lübbe, Köln 2010, ISBN 978-3-7857-2412-5.
- Harald Glööckler: Jede Frau ist eine Prinzessin. Printsystem Medienverlag, Heimsheim 2012, ISBN 978-3-938295-46-5.
- Harald Glööckler: Billy King – mein Leben mit Harald Glööckler. Tierisch Verlegen Verlagsgesellschaft UG, Falkensee 2013, ISBN 978-3-00-041263-9.
- Harald Glööckler: Harald Glööckler der Medienskandal. Printsystem Medienverlag, Heimsheim 2013, ISBN 978-3-938295-88-5.
- Harald Glööckler: Fuck you, Brain!: Seien Sie alles – außer gewööhnlich. Plassen Verlag, 2017, ISBN 978-3-86470-493-2.
- Harald Glööckler: Kirche, öffne dich!: Hat die Kirche noch Zukunft? Was sich ändern muss.  Adeo, 2018, ISBN 978-3-86334-213-5.
- Harald Glööckler: Vor Zwölf: High Time. Musketier Verlag, Bremen 2019, ISBN 978-3-946635-20-8.
- Harald Glööckler: Krise als Chance – Erfolgreich in die Zukunft. Musketier Verlag, Bremen 2020, ISBN 978-3-946635-36-9.
- Harald Glööckler: Desaströös bis POMPÖÖS – Die Autobiografie. Molino Verlag, Sindelfingen / Schwäbisch Hall 2024, ISBN 978-3-948696-66-5.